# 제4인터내셔널
제4인터내셔널은 트로츠키주의 공산주의자들의 국제연대기구로 1938년 파리에서 창립되었다. 스탈린의 코민테른으로는 국제 노동자 계급을 이끌 수 없다고 판단한 레프 트로츠키와 다른 마르크스주의자들에 의하여 조직되었다.
1940년 트로츠키가 스탈린의 자객에 의해 멕시코에서 살해되었을 때, 제4인터내셔널의 세력권은 트로츠키의 지지자 수백명에 지나지 않았다. 트로츠키 사망 이후 트로츠키주의는 더욱 다양하게 분화하였으며, 현재 제4인터내셔널은 여러 가지 트로츠키주의 중 트로츠키의 내용을 가장 정통적으로 계승되었다고 인정되는 트로츠키주의 조직의 이름으로만 쓰이고 있다.

제4인터내셔널의 상징

## 같이 보기
- 국제노동자협회 (1864년)
- 제2인터내셔널
- 국제사회주의정당사업협동체
- 노동사회주의 인터내셔널
- 코민테른
- 사회주의 인터내셔널
- 앨릭스 캘리니코스
- 에르네스트 만델